# Дем'яновське міське поселення
Дем'я́новське міське поселення (рос. Демьяновское городское поселение) — адміністративна одиниця у складі Підосиновського району Кіровської області Росії. Адміністративний центр поселення — селище міського типу Дем'яново.

## Історія
Станом на 2002 рік на території сучасного поселення існували такі адміністративні одиниці:
- Заріченський сільський округ (село Заріч'є, присілки Букреєвиця, Ванінське, Грибінська, Даниловська, Заозериця, Іскріно, Мачехіно, Остров, Поцепилово, Созаново, Старо, Фалево)
- Лунданський сільський округ (селища Лунданка, Верхньомальє)
- частина Підосиновського сільського округу (присілки Алебіно, Анфалово, Байкалово, Вайканиця, Демьяново, Дорожаїця, Калачиха, Калиніха, Лисья Слободка, Маєво, Маялово, Мельміна Гора, Нижнє Маялово, Плесо, Помеліха, Суслоніха, Фурсово)[2]
- Шолзький сільський округ (село Шолга, присілки Бортіно, Коняїха, Ліняково, Лобаново, Лукіно, Мальцево, Мурамовська, Нікульська, Прость, Пуртово, Стара, Фоміно)

Поселення було утворене згідно із законом Кіровської області від 7 грудня 2004 року № 284-ЗО у рамках муніципальної реформи. 2012 року до складу поселення була включена територія ліквідованих Заріченського сільського поселення, Лунданського сільського поселення та Шользького сільського поселення.

## Населення
Населення поселення становить 5895 осіб (2017; 6076 у 2016, 6194 у 2015, 6403 у 2014, 6566 у 2013, 6721 у 2012, 6912 у 2010, 8770 у 2002).

## Склад
До складу поселення входять 45 населених пунктів:
| Населений пункт                 | Населення, осіб (2002) | Населення, осіб (2010) |
| ------------------------------- | ---------------------- | ---------------------- |
| Алебіно, присілок               | 2                      | 0                      |
| Анфалово, присілок              | 7                      | 2                      |
| Байкалово, присілок             | 2                      | 0                      |
| Бортино, присілок               | 11                     | 1                      |
| Букреєвиця, присілок            | 15                     | 8                      |
| Вайканиця, присілок             | 6                      | 7                      |
| Ванинське, присілок             | 11                     | 4                      |
| Верхньомальє, селище            | 348                    | 132                    |
| Грибинська, присілок            | 189                    | 123                    |
| Даниловська, присілок           | 0                      | 0                      |
| Дем'яново, селище міського типу | 6423                   | 5558                   |
| Дем'яново, присілок             | 10                     | 9                      |
| Дорожаїця, присілок             | 119                    | 109                    |
| Заозериця, присілок             | 14                     | 8                      |
| Заріч'є, село                   | 132                    | 99                     |
| Іскрино, присілок               | 0                      | -                      |
| Калачиха, присілок              | 0                      | 0                      |
| Калиніха, присілок              | 10                     | 5                      |
| Коняїха, присілок               | 0                      | 0                      |
| Лисья Слободка, присілок        | 137                    | 115                    |
| Ліняково, присілок              | 7                      | 0                      |
| Лобаново, присілок              | 0                      | 0                      |
| Лукино, присілок                | 0                      | 0                      |
| Лунданка, селище                | 677                    | 373                    |
| Маєво, присілок                 | 0                      | 0                      |
| Мальцево, присілок              | 26                     | 9                      |
| Мачехино, присілок              | 2                      | 2                      |
| Маялово, присілок               | 7                      | 6                      |
| Мельміна Гора, присілок         | 1                      | 0                      |
| Мурамовська, присілок           | 5                      | 0                      |
| Нікульська, присілок            | 6                      | 0                      |
| Нижнє Маялово, присілок         | 187                    | 156                    |
| Остров, присілок                | 3                      | 1                      |
| Плесо, присілок                 | 16                     | 5                      |
| Помеліха, присілок              | 0                      | 0                      |
| Поцепілово, присілок            | 27                     | 6                      |
| Прость, присілок                | 7                      | 1                      |
| Пуртово, присілок               | 1                      | 0                      |
| Созаново, присілок              | 4                      | 0                      |
| Стара, присілок                 | 66                     | 31                     |
| Старо, присілок                 | 8                      | 7                      |
| Суслоніха, присілок             | 0                      | 0                      |
| Фалево, присілок                | 1                      | 0                      |
| Фомино, присілок                | 5                      | 0                      |
| Фурсово, присілок               | 15                     | 13                     |
| Шолга, село                     | 263                    | 122                    |